# 66652 보라시시

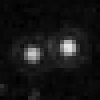
허블 우주망원경이 2003년에 촬영한 보라시시와 파부

66652 보라시시 또는 (66652) 보라시시-파부는 이중 소행성계인 고전적 카이퍼대 천체이다. 이것은 1999년 9월 채드 트루질로, 제인 X. 루 및 데이비드 C. 쥬윗에 의해 발견되었으며 2003년 K. 놀과 그의 동료들에 의해 허블 우주 망원경을 사용하여 이중 소행성계라는 것을 확인했다.

## 이중 소행성계
2003년에 66652 보라시시가 약 100~130km 크기의 구성 요소를 갖는 이중 소행성계로 중심을 적당한 타원 궤도로 공전하고 있다는 사실이 발견되었다. 전체 소행성계의 질량은 약 3.4×1018kg이다.
동반성(66652)인 보라시시 1호 (Borasisi I)는 파부라는 이름으로, 4528±12km의 긴반지름과 0.4700±0.0018의 이심률을 갖는 궤도에서 46.2888±0.0018일 동안 주성을 공전한다. 궤도는 약 54° 기울어져 있어 극점 위치에서 약 35° 떨어져 있다.

## 물리적 특성
보라시시-파부 소행성계의 두 천체의 표면은 매우 붉다.

## 이름
보라시시는 커트 보니것의 소설 'Cat's Cradle에서 따온 가상의 창조신의 이름을 따서 명명되었다. 이 책에서 보라시시는 태양이고 파부는 달의 이름이다.

## 탐구
2005년경, 보라시시는 트리톤 / 해왕성 탐구 이후 제안된 뉴 허라이즌스 2호의 목표로 고려되었다.
1. ↑  “Small-Body Database Lookup”. 2024년 7월 23일에 확인함.
2. ↑  “Small-Body Database Lookup”. 2024년 7월 23일에 확인함.